# 사이토크롬 c
시토크롬c(영어: cytochrome c) 또는 사이토크롬 c는 헴분자를 가진 작은 단백질로 100여개의 아미노산으로 이루어져 있고 분자량은 약 12,000이다. 시토크롬c는 미토콘드리아의 내막(크리스타)에 존재하는데, 전자전달계에서 중요한 위치를 차지한다. 전자전달계의 복합체Ⅲ과 복합체Ⅳ사이에서 전자를 전달하는 역할을 하며, 산소를 갖지 않고도 산화 환원반응을 진행한다.

## 전자전달계에서의 기능
시토크롬c는 미토콘드리아 내막(크리스타)의 전자전달계의 구성요소이다.
시토크롬c에 있는 햄분자가 복합체Ⅲ으로부터 전자를 받아 복합체Ⅳ로 전자를 전달하는 역할을 한다.

## 종 분류
시토크롬c는 생물종에 넓게 걸쳐 존재하는 단백질로, 식물, 동물 그리고 많은 단세포동물에서 찾아볼 수 있다.
분자량 12,000정도의 작은 크기 때문에 분지론 연구에 유용하게 쓰인다. 진화를 거듭하는 동안, 시토크롬c를 암호화 한 DNA에서 돌연변이가 축적되었을 것으로 생각하지만 증거는 없다.
이를 바탕으로 여러 생물종의 시토크롬c를 비교하여 생물종의 분화관계를 알 수 있을 것으로 추측하고 있다.

## 아포토시스
역설적이게도 시토크롬c는 아포토시스(apoptosis)의 조정자이기도 하다.
아포토시스는 통제된 세포자살사로 발생과정이나 DNA손상에 의한 반응으로 일어난다.
시토크롬c는 아포토시스를 이끄는 자극에 반응하여 미토콘드리아 내막에서 방출된다. 아포토시스를 야기하는 자극은 여러가지인데, 산소 결핍이나 칼슘농축등이 있다.
시토크롬c의 방출은 카스페이스(caspase)9를 불활성화시키고 연쇄적으로 카스페이스 3과 4를 활성화하여 세포자살에 이르게 한다.

## 같이 보기
- 사이토크롬 c 산화효소

## 참고 문헌
- Power, Sex, Suicide: Mitochondria and the Meaning of Life Author(s) : Nick Lane Publisher : Oxford University Press Publication date : 2005 ISBN : ISBN 978-0-19-920564-6

1. 1 2 3  GRCh38: Ensembl release 89: ENSG00000172115 - 앙상블, May 2017
2. 1 2 3  GRCm38: Ensembl release 89: ENSMUSG00000063694 - 앙상블, May 2017
3. ↑  “Human PubMed Reference:”. 《National Center for Biotechnology Information, U.S. National Library of Medicine》.
4. ↑  “Mouse PubMed Reference:”. 《National Center for Biotechnology Information, U.S. National Library of Medicine》.